# Вег, Ричард
Ричард Вег (венг. Végh Richárd) — венгерский борец вольного стиля, бронзовый призёр чемпионата Европы 2025 года.

## Биография
С 2019 года принимает участие в международных соревнованиях по вольной борьбе. 8 июня 2019 участвовал на юниорском первенстве Европы в испанском городе Понтеведра, где на предварительной стадии уступил россиянину Асланбеку Сотиеву. На молодёжном чемпионате Европы 2022 года в категории до 97 кг стал третьим.
С 2022 по 2023 годы становился чемпионом Венгрии в весовой категории до 97 кг.
В апреле 2025 года на чемпионате Европы в Братиславе в весовой категории до 97 кг завоевал бронзовую медаль. В схватке за третье место одолел соперника из Польши Радослава Барана.